# 備件
备件又稱备用件、维修部件，是指库存中的可互換零件，當有機器需要修復、維護或翻新時就要用到備件。備件將替換磨损和老化的零件。仓库内要经常储备一定数量形状复杂、加工困难、生产周期长的備件。备件是可互换零件工业的发展和大量生產的产物。备件管理是供应链管理中不可或缺的一環。